# 乌云其木格
乌云其木格（1942年12月—2024年4月30日），蒙古族，辽宁北票人，中国共产党、中华人民共和国政治人物，原副国级领导人。中共内蒙古自治区黨校學歷。曾任中共第十四、十五届中央候补委员，十六、十七届中央委员，第十、第十一届全国人大常委会副委员长，中共内蒙古自治区党委副书记、自治区人民政府主席等职。

## 生平
1960年从内蒙古科学技术专科学校毕业后，非中共党员的乌云其木格，进入中共内蒙古党校师资班政治经济学专业学习；成为中共培养的少数民族干部。毕业后，被分配到中共包头市党校，任教员。1966年7月加入中国共产党。
1968年，调入中共包头市委的机关报——《包头日报》社工作，历任编辑、编辑组副组长、编辑室副主任等职。自1979年后，乌云其木格历任包头市经委办公室干事，中共包头市委组织部办公室干事、副主任，市委常委、组织部部长，内蒙古自治区妇联主任等职。
1989年，乌云其木格任中共内蒙古自治区党委常委，并兼任宣传部部长；五年后，晋升为自治区党委副书记。
2000年6月12日，时任自治区主席的云布龙在地方视察工作时，不幸遭车祸殉职。一直从事党务工作的乌云其木格，于当年8月仓促出任自治区政府代理主席。2001年2月，正式当选为内蒙古自治区政府主席；成为继顾秀莲之后，中华人民共和国第二位省级行政区的女性最高行政长官。
2003年3月，77岁已连任两届全国人大常委會副委员长的布赫退休；乌云其木格作为蒙古族代表，进而当选为第十届全国人大常委会副委员长；并于2008年3月获得连任。
2010年5月，中国国内媒体源引法国媒体的报道，称率团出访、在巴黎过境的乌云其木格遭遇袭抢。11日上午，乌云其木格乘车从巴黎市区前往戴高乐机场；高速公路上，两名骑摩托车的不明身份者砸碎车窗玻璃后，抢走了乌云其木格的手提包；所幸未造成人员受伤。官方媒体则强调，“随行安保人员迅速反制……物品没有损失。”
退休后，2014年10月，乌云其木格受聘担任中国马业协会名誉理事长。2015年6月，担任中国湿地保护协会名誉会长。
2024年4月30日，因病在北京逝世，官方对乌云其木格的评价为“中国共产党的优秀党员，忠诚的共产主义战士，我国民族工作和社会主义法制建设的杰出领导人。”